# Штајнхефел
Штајнхефел (њем. Steinhöfel) општина је у њемачкој савезној држави Бранденбург. Једно је од 38 општинских средишта округа Одер-Шпре. Према процјени из 2010. у општини је живјело 4.597 становника. Посједује регионалну шифру (AGS) 12067473.

## Географски и демографски подаци
Штајнхефел се налази у савезној држави Бранденбург у округу Одер-Шпре. Општина се налази на надморској висини од 52 метра. Површина општине износи 159,8 km². У самом мјесту је, према процјени из 2010. године, живјело 4.597 становника. Просјечна густина становништва износи 29 становника/km².